# Razzie Award alla peggior attrice protagonista
Il Razzie Award alla peggior attrice protagonista (Razzie Award for Worst Actress) è un premio annuale assegnato dai Golden Raspberry Awards alla peggior attrice dell'anno. 
Di seguito sono elencati le varie attrici che sono state nominate, e che hanno vinto in questa categoria. Il premio comprende anche coppie e attori travestiti. Il premio è stato assegnato per la prima volta durante il 1980.
L'attrice che ha ottenuto più riconoscimenti in questa categoria è Madonna con cinque premi, seguita da Bo Derek con tre, e da Sharon Stone, Demi Moore e Pia Zadora con due. Dal 1980 ci sono state solo due vincitrici che hanno accettato il premio in persona, e sono state Halle Berry per Catwoman e Sandra Bullock per A proposito di Steve. La notte successiva Sandra Bullock ha vinto l'Oscar alla miglior attrice per il film The Blind Side.
Durante l'edizione del 2011 il premio è stato assegnato all'attore Adam Sandler vestito da donna per Jack e Jill.

## Edizioni

### 1980
- 1980
  - Brooke Shields - Laguna blu (The Blue Lagoon)
  - Nancy Allen - Vestito per uccidere (Dressed to Kill)
  - Faye Dunaway - Delitti inutili (The First Deadly Sin)
  - Shelley Duvall - Shining
  - Farrah Fawcett - Saturn 3
  - Sondra Locke - Bronco Billy
  - Olivia Newton-John - Xanadu
  - Valerie Perrine - Can't Stop the Music
  - Deborah Raffin - Touched by Love
  - Talia Shire - Windows

- 1981
  - Bo Derek - Tarzan, l'uomo scimmia (Tarzan, the Ape Man)
  - Faye Dunaway - Mammina cara (Mommie Dearest)
  - Linda Blair - Hell Night
  - Brooke Shields - Amore senza fine (Endless Love)
  - Barbra Streisand - Tutta una notte (All Night Long)

- 1982
  - Pia Zadora - Butterfly - Il sapore del peccato (Butterfly)
  - Morgan Fairchild - Chi vuole uccidere Miss Douglas? (The Seduction)
  - Mia Farrow - Una commedia sexy in una notte di mezza estate (A Midsummer Night's Sex Comedy)
  - Kristy McNichol - Il film pirata (The Pirate Movie)
  - Mary Tyler Moore - Niki (Six Weeks)

- 1983
  - Pia Zadora - Il prezzo del successo (The Lonely Lady)
  - Loni Anderson - Stroker Ace
  - Linda Blair - Chained Heat
  - Faye Dunaway - L'avventuriera perversa (The Wicked Lady)
  - Olivia Newton-John - Due come noi (Two of a Kind)

- 1984
  - Bo Derek - Bolero Extasy (Bolero)
  - Faye Dunaway - Supergirl - La ragazza d'acciaio (Supergirl)
  - Shirley MacLaine - La corsa più pazza d'America n. 2 (Cannonball Run II)
  - Tanya Roberts - Sheena, regina della giungla (Sheena)
  - Brooke Shields - Sahara

- 1985
  - Linda Blair - Pattuglia di notte (Night Patrol), Savage Island e Savage Streets
  - Ariane Koizumi - L'anno del dragone (Year of the Dragon)
  - Jennifer Beals - La sposa promessa (The Bride)
  - Brigitte Nielsen - Yado (Red Sonja)
  - Tanya Roberts - 007 - Bersaglio mobile (A View to a Kill)

- 1986
  - Madonna - Shanghai Surprise
  - Kim Basinger - 9 settimane e ½ (9½ Weeks)
  - Joan Chen - Tai-Pan
  - Brigitte Nielsen - Cobra
  - Ally Sheedy - Blue City

- 1987
  - Madonna - Who's That Girl?
  - Lorraine Gary - Lo squalo 4 - La vendetta (Jaws: The Revenge)
  - Sondra Locke - Ratboy
  - Debra Sandlund - I duri non ballano (Tough Guys Don't Dance)
  - Sharon Stone - Gli avventurieri della città perduta (Allan Quatermain and the Lost City of Gold)

- 1988
  - Liza Minnelli - Arturo 2: On the Rocks (Arthur 2: On the Rocks) e Poliziotto in affitto (Rent-A-Cop)
  - Rebecca De Mornay - E Dio creò la donna (And God Created Woman)
  - Whoopi Goldberg - The Telephone
  - Cassandra Peterson - Una strega chiamata Elvira (Elvira, Mistress of the Dark)
  - Vanity - Action Jackson

- 1989
  - Heather Locklear - Il ritorno del mostro della palude (The Return of Swamp Thing)
  - Jane Fonda - Old Gringo - Il vecchio gringo (Old Gringo)
  - Brigitte Nielsen - Bye Bye Baby
  - Pavlína Pořízková - Alibi seducente (Her Alibi)
  - Ally Sheedy - Il cuore di Dixie (Heart of Dixie)

### 1990
- 1990
  - Bo Derek - I fantasmi non possono farlo (Ghosts Can't Do It)
  - Melanie Griffith - Il falò delle vanità (The Bonfire of the Vanities)
  - Bette Midler - Stella
  - Molly Ringwald - Il matrimonio di Betsy (Betsy's Wedding)
  - Talia Shire - Rocky V

- 1991
  - Sean Young - Un bacio prima di morire (A Kiss Before Dying)
  - Kim Basinger - Bella, bionda... e dice sempre sì (The Marrying Man)
  - Sally Field - Mai senza mia figlia! (Not Without My Daughter)
  - Madonna - A letto con Madonna (Truth or Dare)
  - Demi Moore - Amore e magia (The Butcher's Wife) e Nient'altro che guai (Nothing but Trouble)

- 1992
  - Melanie Griffith - Vite sospese (Shining Through) e Una estranea fra noi (A Stranger Among Us)
  - Kim Basinger - Fuga dal mondo dei sogni (Cool World), Analisi finale (Final Analysis)
  - Lorraine Bracco - Mato Grosso (Medicine Man) e Tracce di rosso (Traces of Red)
  - Whitney Houston - Guardia del corpo (The Bodyguard)
  - Sean Young - Sola con l'assassino (Love Crimes)

- 1993
  - Madonna - Body of Evidence
  - Melanie Griffith - Nata ieri (Born Yesterday)
  - Janet Jackson - Poetic Justice
  - Demi Moore - Proposta indecente (Indecent Proposal)
  - Sharon Stone - Sliver

- 1994
  - Sharon Stone - Trappola d'amore (Intersection) e Lo specialista (The Specialist)
  - Kim Basinger - Getaway (The Getaway)
  - Joan Chen - Sfida tra i ghiacci (On Deadly Ground)
  - Jane March - Il colore della notte (Color of Night)
  - Uma Thurman - Cowgirl - Il nuovo sesso (Even Cowgirls Get the Blues)

- 1995
  - Elizabeth Berkley - Showgirls
  - Cindy Crawford - Facile preda (Fair Game)
  - Demi Moore - La lettera scarlatta (The Scarlet Letter)
  - Julia Sweeney - It's Pat
  - Sean Young - Dr. Jekyll e Miss Hyde (Dr. Jekyll and Ms. Hyde)

- 1996
  - Demi Moore - Il giurato (The Juror) e Striptease
  - Whoopi Goldberg - Bogus - L'amico immaginario (Bogus), Eddie - Un'allenatrice fuori di testa (Eddie) e T-Rex - Il mio amico Dino (Theodore Rex)
  - Melanie Griffith - Two Much - Uno di troppo (Two Much)
  - Pamela Anderson - Barb Wire
  - Julia Roberts - Mary Reilly

- 1997
  - Demi Moore - Soldato Jane (G.I. Jane)
  - Sandra Bullock - Speed 2 - Senza limiti (Speed 2: Cruise Control)
  - Fran Drescher - L'amore è un trucco (The Beautician and the Beast)
  - Lauren Holly - Un sorriso come il tuo (A Smile Like Yours), Turbulence - La paura è nell'aria (Turbulence)
  - Alicia Silverstone - Una ragazza sfrenata (Excess Baggage)

- 1998
  - Spice Girls (Melanie B, Melanie C, Emma Bunton, Geri Halliwell e Victoria Adams) - Spice Girls: Il film (Spiceworld)
  - Yasmine Bleeth - Baseketball (BASEketball)
  - Anne Heche - Psycho
  - Jessica Lange - Obsession (Hush)
  - Uma Thurman - The Avengers - Agenti speciali (The Avengers)

- 1999
  - Heather Donahue - The Blair Witch Project - Il mistero della strega di Blair (The Blair Witch Project)
  - Melanie Griffith - Pazzi in Alabama (Crazy in Alabama)
  - Milla Jovovich - Giovanna d'Arco (The Messenger: The Story of Joan of Arc)
  - Sharon Stone - Gloria
  - Catherine Zeta-Jones - Entrapment, Haunting - Presenze (The Haunting)

### 2000
- 2000
  - Madonna - Sai che c'è di nuovo? (The Next Best Thing)
  - Kim Basinger - La mossa del diavolo (Bless the Child) e Sognando l'Africa (I Dreamed of Africa)
  - Melanie Griffith - A morte Hollywood (Cecil B. DeMented)
  - Bette Midler - Isn't She Great
  - Demi Moore - Passion of Mind

- 2001
  - Mariah Carey - Glitter
  - Penélope Cruz - Blow, Il mandolino del capitano Corelli (Captain Corelli's Mandolin) e Vanilla Sky
  - Angelina Jolie - Lara Croft: Tomb Raider e Original Sin
  - Jennifer Lopez - Angel Eyes - Occhi d'angelo (Angel Eyes) e Prima o poi mi sposo (The Wedding Planner)
  - Charlize Theron - Sweet November - Dolce novembre (Sweet November)

- 2002
  - Madonna - Travolti dal destino (Swept Away)
  - Britney Spears - Crossroads - Le strade della vita (Crossroads)
  - Angelina Jolie - Una vita quasi perfetta (Life or Something Like It)
  - Jennifer Lopez - Via dall'incubo (Enough) e Un amore a 5 stelle (Maid in Manhattan)
  - Winona Ryder - Mr. Deeds

- 2003
  - Jennifer Lopez - Amore estremo - Tough Love (Gigli)
  - Drew Barrymore - Charlie's Angels - Più che mai (Charlie's Angels: Full Throttle) e Duplex - Un appartamento per tre (Duplex)
  - Kelly Clarkson - From Justin to Kelly
  - Cameron Diaz - Charlie's Angels - Più che mai (Charlie's Angels: Full Throttle)
  - Angelina Jolie - Amore senza confini - Beyond Borders (Beyond Borders) e Tomb Raider - La culla della vita (Lara Croft Tomb Raider: The Cradle of Life)

- 2004
  - Halle Berry - Catwoman
  - Hilary Duff - A Cinderella Story e Nata per vincere (Raise Your Voice)
  - Angelina Jolie - Alexander, Identità violate (Taking Lives)
  - Mary-Kate e Ashley Olsen - Una pazza giornata a New York (New York Minute)
  - Shawn Wayans e Marlon Wayans - White Chicks

- 2005
  - Jenny McCarthy - Dirty Love - Tutti pazzi per Jenny (Dirty Love)
  - Jessica Alba - I Fantastici 4 (Fantastic Four), Trappola in fondo al mare (Into the Blue)
  - Hilary Duff - Il ritorno della scatenata dozzina (Cheaper by the Dozen 2), The Perfect Man
  - Jennifer Lopez - Quel mostro di suocera (Monster-in-Law)
  - Tara Reid - Alone in the Dark

- 2006
  - Sharon Stone - Basic Instinct 2
  - Hilary Duff e Haylie Duff - Material Girls
  - Lindsay Lohan - Baciati dalla sfortuna (Just My Luck)
  - Kristanna Loken - BloodRayne
  - Jessica Simpson - Impiegato del mese (Employee of the Month)

- 2007
  - Lindsay Lohan e Lindsay Lohan - Il nome del mio assassino (I Know Who Killed Me)
  - Jessica Alba - Awake - Anestesia cosciente (Awake), I Fantastici 4 e Silver Surfer (Fantastic Four: Rise of the Silver Surfer), Tutte pazze per Charlie (Good Luck Chuck)
  - Logan Browning, Janel Parrish, Nathalia Ramos e Skyler Shaye - Bratz (Bratz: The Movie)
  - Elisha Cuthbert - Captivity
  - Diane Keaton - Perché te lo dice mamma (Because I Said So)

- 2008
  - Paris Hilton - The Hottie and the Nottie
  - Jessica Alba - The Eye, Love Guru (The Love Guru)
  - Annette Bening, Eva Mendes, Debra Messing, Jada Pinkett Smith e Meg Ryan - The Women
  - Cameron Diaz - Notte brava a Las Vegas (What Happens in Vegas)
  - Kate Hudson - Tutti pazzi per l'oro (Fool's Gold), La ragazza del mio migliore amico (My Best Friend's Girl)

- 2009
  - Sandra Bullock - A proposito di Steve (All About Steve)
  - Sarah Jessica Parker - Che fine hanno fatto i Morgan? (Did You Hear About the Morgans?)
  - Megan Fox - Jennifer's Body, Transformers - La vendetta del caduto (Transformers: Revenge of the Fallen)
  - Miley Cyrus - Hannah Montana: The Movie
  - Beyoncé - Obsessed

### 2010
- 2010
  - Le quattro amiche (Sarah Jessica Parker, Kim Cattrall, Kristin Davis & Cynthia Nixon) - Sex and the City 2 (Sex and the City 2)
  - Jennifer Aniston - Il cacciatore di ex (The Bounty Hunter), Due cuori e una provetta (The Switch)
  - Miley Cyrus - The Last Song (The Last Song)
  - Megan Fox - Jonah Hex (Jonah Hex)
  - Kristen Stewart - The Twilight Saga: Eclipse (The Twilight Saga: Eclipse)

- 2011
  - Adam Sandler - Jack e Jill (Jack and Jill)
  - Martin Lawrence – Big Mama - Tale padre, tale figlio (Big Mommas: Like Father, Like Son)
  - Sarah Palin – The Undefeated (The Undefeated)
  - Sarah Jessica Parker – Ma come fa a far tutto? (I Don't Know How She Does It) e Capodanno a New York (New Year's Eve)
  - Kristen Stewart – The Twilight Saga: Breaking Dawn - Parte 1 (The Twilight Saga: Breaking Dawn – Part 1)

- 2012
  - Kristen Stewart - The Twilight Saga: Breaking Dawn - Parte 2 (The Twilight Saga: Breaking Dawn – Part 2) e Biancaneve e il cacciatore (Snow White and the Huntsman)
  - Katherine Heigl - One for the Money (One for the Money)
  - Milla Jovovich - Resident Evil: Retribution (Resident Evil: Retribution)
  - Tyler Perry - Madea - Protezione testimoni (Madea's Witness Protection)
  - Barbra Streisand - Parto con mamma (The Guilt Trip)

- 2013
  - Tyler Perry - A Madea Christmas
  - Halle Berry - The Call e Comic Movie (Movie 43)
  - Selena Gomez - Getaway - Via di fuga (Getaway)
  - Lindsay Lohan - The Canyons
  - Naomi Watts - Diana - La storia segreta di Lady D (Diana) e Comic Movie (Movie 43)

- 2014
  - Cameron Diaz - Tutte contro lui - The Other Woman e Sex Tape - Finiti in rete
  - Drew Barrymore - Insieme per forza
  - Melissa McCarthy - Tammy
  - Charlize Theron - Un milione di modi per morire nel West
  - Gaia Weiss - Hercules - La leggenda ha inizio

- 2015
  - Dakota Johnson - Cinquanta sfumature di grigio (Fifty Shades of Grey)
  - Katherine Heigl - Home Sweet Hell
  - Mila Kunis - Jupiter - Il destino dell'universo (Jupiter Ascending)
  - Jennifer Lopez - Il ragazzo della porta accanto (The Boy Next Door)
  - Gwyneth Paltrow - Mortdecai

- 2016
  - Becky Turner - Hillary's America: The Secret History of the Democratic Party
  - Megan Fox - Tartarughe Ninja - Fuori dall'ombra (Teenage Mutant Ninja Turtles: Out of the Shadows)
  - Tyler Perry - Boo! A Madea Halloween
  - Julia Roberts - Mother's Day
  - Naomi Watts - The Divergent Series: Allegiant e Shut In
  - Shailene Woodley - The Divergent Series: Allegiant

- 2017
  - Tyler Perry - Boo 2! A Madea Halloween
  - Katherine Heigl - L'amore criminale (Unforgettable)
  - Dakota Johnson - Cinquanta sfumature di nero (Fifty Shades Darker)
  - Jennifer Lawrence - Madre! (Mother!)
  - Emma Watson - The Circle

- 2018
  - Melissa McCarthy - Pupazzi senza gloria (The Happytime Murders) e Life of the Party - Una mamma al college (Life of the Party)
  - Jennifer Garner - Peppermint
  - Amber Heard - London Fields
  - Helen Mirren - La vedova Winchester (Winchester)
  - Amanda Seyfried - The Clapper

- 2019
  - Hilary Duff - Sharon Tate - Tra incubo e realtà (The Haunting of Sharon Tate)
  - Anne Hathaway - Attenti a quelle due (The Hustle) e Serenity - L'isola dell'inganno (Serenity)
  - Francesca Hayward - Cats
  - Tyler Perry - A Madea Family Funeral
  - Rebel Wilson - Attenti a quelle due (The Hustle)

### 2020
- 2020
  - Kate Hudson - Music
  - Anne Hathaway - Il suo ultimo desiderio (The Last Thing He Wanted) e Le streghe (The Witches)
  - Katie Holmes - The Boy - La maledizione di Brahms (Brahms: The Boy II) e The Secret - La forza di sognare (The Secret: Dare to Dream)
  - Lauren Lapkus - La Missy sbagliata (The Wrong Missy)
  - Anna-Maria Sieklucka - 365 giorni (365 Dni)
- 2021
  - Jeanna de Waal - Diana
  - Amy Adams - La donna alla finestra (The Woman in the Window)
  - Megan Fox - Midnight in the Switchgrass - Caccia al serial killer (Midnight in the Switchgrass)
  - Taryn Manning - Karen
  - Ruby Rose - Vanquish
- 2022
  - Ryan Kiera Armstrong - Firestarter (poi tolta dalle candidature per le polemiche seguite)[1]
  - Bryce Dallas Howard - Jurassic World - Il dominio
  - Diane Keaton - Mack & Rita
  - Kaya Scodelario - The King's Daughter
  - Alicia Silverstone - Sharks - Incubo dagli abissi
- 2023
  - Megan Fox - Johnny & Clyde
  - Helen Mirren - Shazam! Furia degli dei
  - Ana de Armas - Ghosted
  - Jennifer Lopez - The Mother
  - Salma Hayek - Magic Mike - The Last Dance
- 2024
  - Dakota Johnson - Madame Web
  - Cate Blanchett- Borderlands
  - Bryce Dallas Howard - Argylle - La super spia
  - Lady Gaga - Joker: Folie à Deux
  - Jennifer Lopez - Atlas

## Premi speciali

### Peggior attrice del decennio
- 1989
  - Bo Derek - Tarzan, l'uomo scimmia (Tarzan, the Ape Man) (1981), Bolero Extasy (Bolero) (1984)
  - Faye Dunaway - Delitti inutili (The First Deadly Sin) (1980), Mammina cara (Mommie Dearest) (1981), L'avventuriera perversa (The Wicked Lady) (1983), Supergirl - La ragazza d'acciaio (Supergirl) (1984)
  - Madonna - Shanghai Surprise (Shanghai Surprise) (1986), Who's That Girl (Who's That Girl) (1987)
  - Brooke Shields - Laguna blu (The Blue Lagoon) (1980), Amore senza fine (Endless Love) (1981), Sahara (1983), La corsa più pazza del mondo 2 (Speed Zone!) (1989)
  - Pia Zadora - Butterfly - Il sapore del peccato (Butterfly) (1982), Il prezzo del successo (The Lonely Lady) (1983)
- 2009
  - Paris Hilton - La maschera di cera (House of Wax) (2005), The Hottie and the Nottie (The Hottie and the Nottie) (2008), Repo! The Genetic Opera (Repo! The Genetic Opera) (2008)
  - Mariah Carey - Glitter (2001)
  - Jennifer Lopez - Prima o poi mi sposo (The Wedding Planner) (2001), Angel Eyes - Occhi d'angelo (Angel Eyes) (2001), Via dall'incubo (Enough) (2002), Un amore a 5 stelle (Maid in Manhattan) (2002), Amore estremo - Tough Love (Gigli) (2003), Jersey Girl (2004), Quel mostro di suocera (Monster-in-Law) (2005)
  - Madonna - Sai che c'è di nuovo? (The Next Best Thing) (2000), Travolti dal destino (Swept Away) (2002), Agente 007 - La morte può attendere (Die Another Day) (2002)

### Peggior attrice del secolo
- 1999
  - Madonna Shanghai Surprise (Shanghai Surprise) (1986), Who's That Girl (1987), Body of Evidence - Corpo del reato (Body of Evidence) (1993), eccetera
  - Elizabeth Berkley - Showgirls (1995)
  - Bo Derek - Tarzan, l'uomo scimmia (Tarzan, the Ape Man) (1981), Bolero Extasy (Bolero) (1984), I fantasmi non possono farlo (Ghosts Can't Do It) (1990), eccetera
  - Brooke Shields - Laguna blu (The Blue Lagoon) (1980), Amore senza fine (Endless Love) (1981), Sahara (1983), La corsa più pazza del mondo 2 (Speed Zone!) (1989), eccetera
  - Pia Zadora - Butterfly - Il sapore del peccato (Butterfly) (1982), La truffa (Fake-Out) (1982), Il prezzo del successo (The Lonely Lady) (1983), Rock Aliens (Voyage of the Rock Aliens) (1987), eccetera